# Verasper variegatus
Verasper variegatus är en fiskart som först beskrevs av Temminck och Schlegel, 1846.  Verasper variegatus ingår i släktet Verasper och familjen flundrefiskar. Inga underarter finns listade i Catalogue of Life.